# Tāzehābād-e Mūrchī
Tāzehābād-e Mūrchī (persiska: تازه آباد مورچی) är en ort i Iran.   Den ligger i provinsen Kermanshah, i den västra delen av landet, 400 km väster om huvudstaden Teheran. Tāzehābād-e Mūrchī ligger 1 321 meter över havet och antalet invånare är 120.
Terrängen runt Tāzehābād-e Mūrchī är platt österut, men västerut är den kuperad. Runt Tāzehābād-e Mūrchī är det ganska tätbefolkat, med 185 invånare per kvadratkilometer. Närmaste större samhälle är Sarāb-e Nīlūfar, 3,4 km sydost om Tāzehābād-e Mūrchī. Omgivningarna runt Tāzehābād-e Mūrchī är i huvudsak ett öppet busklandskap.